# Dragoș Tudorache
Dragoș Tudorache (ur. 14 stycznia 1975 w Vaslui) – rumuński prawnik, urzędnik i polityk, w latach 2016–2017 minister spraw wewnętrznych, poseł do Parlamentu Europejskiego IX kadencji.

## Życiorys
W 1997 ukończył studia prawnicze na Uniwersytecie Aleksandra Jana Cuzy w Jassach. W 1999 uzyskał magisterium z prawa europejskiego na Uniwersytecie w Sztokholmie. Początkowo pracował w sądownictwie w Gałaczu. W latach 2000–2003 był koordynatorem jednostki analitycznej w ramach misji OBWE w Kosowie, później do 2005 był zatrudniony w Misji Tymczasowej Administracji ONZ w Kosowie. W latach 2005–2007 pracował w Przedstawicielstwie Komisji Europejskiej w Rumunii w Bukareszcie. Następnie do 2015 kierował różnymi jednostkami w dyrekcjach generalnych KE w Brukseli.
W rządzie Daciana Cioloșa pełnił funkcję szefa kancelarii premiera. Krótko tymczasowo wykonywał też obowiązki ministra do spraw społeczeństwa informacyjnego. We wrześniu 2016 został powołany na ministra spraw wewnętrznych, gdy do dymisji z tego stanowiska podał się Petre Tobă. Zakończył urzędowanie wraz z całym gabinetem w styczniu 2017. W marcu 2018 był jednym z założycieli zainicjowanego przez byłego premiera ugrupowania Mişcarea România Împreună. Po jego nieudanej rejestracji związał się z nową inicjatywą pod nazwą PLUS. W 2019 z ramienia koalicji tej partii i USR uzyskał mandat posła do Parlamentu Europejskiego IX kadencji. W 2022 dołączył do nowej partii Daciana Cioloșa pod nazwą REPER.